# Abubaker Tabula
Abubaker Tabula uváděný i jako Abubakari Tabula (* 12. června 1980) je ugandský fotbalový obránce a reprezentant, který v současnosti hraje v klubu Bright Stars Kampala. Hraje na levé straně obrany.

## Reprezentační kariéra
V A-týmu Ugandy debutoval v roce 2000.